# Conseil international des mathématiques industrielles et appliquées
Pour les articles homonymes, voir ICIAM.
Le Conseil international des mathématiques industrielles et appliquées (International Council for Industrial and Applied Mathematics, ICIAM) est une organisation mondiale pour les sociétés professionnelles de mathématiques appliquées, et pour d'autres sociétés ayant un intérêt marqué en industrie ou en mathématiques appliquées. L'actuelle (2016) présidente est Maria J. Esteban et le secrétaire exécutif est Sven Leyffer.

## Activités
L'ICIAM organise tous les quatre ans le Congrès international de mathématiques industrielles et appliquées, dont la première édition a eu lieu en 1987. Le plus récent congrès a eu lieu en 2015 à Pékin, et le prochain aura lieu en 2019 à Valence (Espagne). Il parraine également plusieurs prix, décernés lors du congrès :
- le prix Pioneer ICIAM/SIAM pour un travail en mathématiques appliquées dans un nouveau domaine ;
- le prix Collatz pour des scientifiques âgés de moins de 42 ans ;
- le prix ICIAM Lagrange pour une carrière exceptionnelle de contributions ;
- le prix Maxwell de l'originalité en mathématiques appliquées ;
- le prix Su Buchin (en) pour des contributions aux économies émergentes et au développement humain[1].

Jusqu'en 1999, le Conseil a été connu sous le nom de Committee for International Conferences on Industrial and Applied Mathematics (CICIAM). Formé en 1987, avec le début de la série de conférences de l'ICIAM, ce comité représente les dirigeants de quatre mathématiques appliquées sociétés: la Société de mathématiques appliquées et de mécanique (GAMM) en Allemagne, l'Institute of Mathematics and its Applications (IMA) en Angleterre, la Society for Industrial and Applied Mathematics (SIAM) aux États-Unis, et la Société de mathématiques appliquées et industrielles (SMAI) en France. Les deux premiers présidents du conseil, Roger Temam et Reinhard Mennicken, ont supervisé l'ajout de plusieurs autres sociétés en tant que membres et membres associés du conseil; en 2015, on comptait 21 membres à part entière et 26 membres associés. Parmi les anciens présidents on peut citer Olavi Nevanlinna, Ian Sloan, Rolf Jeltsch et Barbara Keyfitz.